# Sharon Weinberger
Sharon Weinberger (San Francisco, 1972) és una periodista i escriptora americana, especialitzada en defensa i assumptes de seguretat. Ha estat becada en un projecte d'investigació al Carnegie/Newhouse School. En la tardor de 2009 va començar un altre projecte al Johns Hopkins University School of Advanced International Studies (SAIS).

## Periodista i autor
Ha escrit per al bloc de seguretat nacional de la revista Wired, Danger Room. Ha estat directora en cap de Defense Technology International, una revista mensual publicada per Aviation Week Group, depenent de McGraw Hill. a escrit sobre ciència i política tecnològica per a les publicacions com Slate, Financial Times i The Washington Post. El seu primer llibre és Imaginary Weapons.
Durant la Tardor de 2008 i Primavera de 2009 va agafar un any sabàtic per a esdevindre Knight Fellow en periodisme científic al MIT.
En 2011 va guanyar un Alicia Patterson Journalism Fellowship de periodisme per investigar i escriure sobre com la ciència de Facebook està canviant la guerra moderna. En novembre de 2014, Weinberger va esdevindre editora de seguretat nacional de The Intercept per encapçalar una investigació sobre intel·ligència, afers militars, vigilància governamental, i l'arxiu Edward Snowden.